# Saint-Ferdinand
Saint-Ferdinand es un municipio canadiense situado en la provincia de Quebec.

## Superficie
Saint-Ferdinand tiene una superficie de 137,16 km².

## Demografía
En 2021, tenía 2007 habitantes, una densidad poblacional de 14,6 hab./km², y 1277 viviendas.